# Фор-Либерте
Фор-Либерте́ (фр. Fort-Liberté) — административный центр Северо-Восточного департамента в Гаити. В Фор-Либерте была подписана Декларация о суверенитете Гаити от 29 ноября 1803 года.

## Население
По переписи 2009 года составляет 20 463 человек. Большинство населения говорит на французском и на своём национальном языке. Основная религия — католицизм.

## География

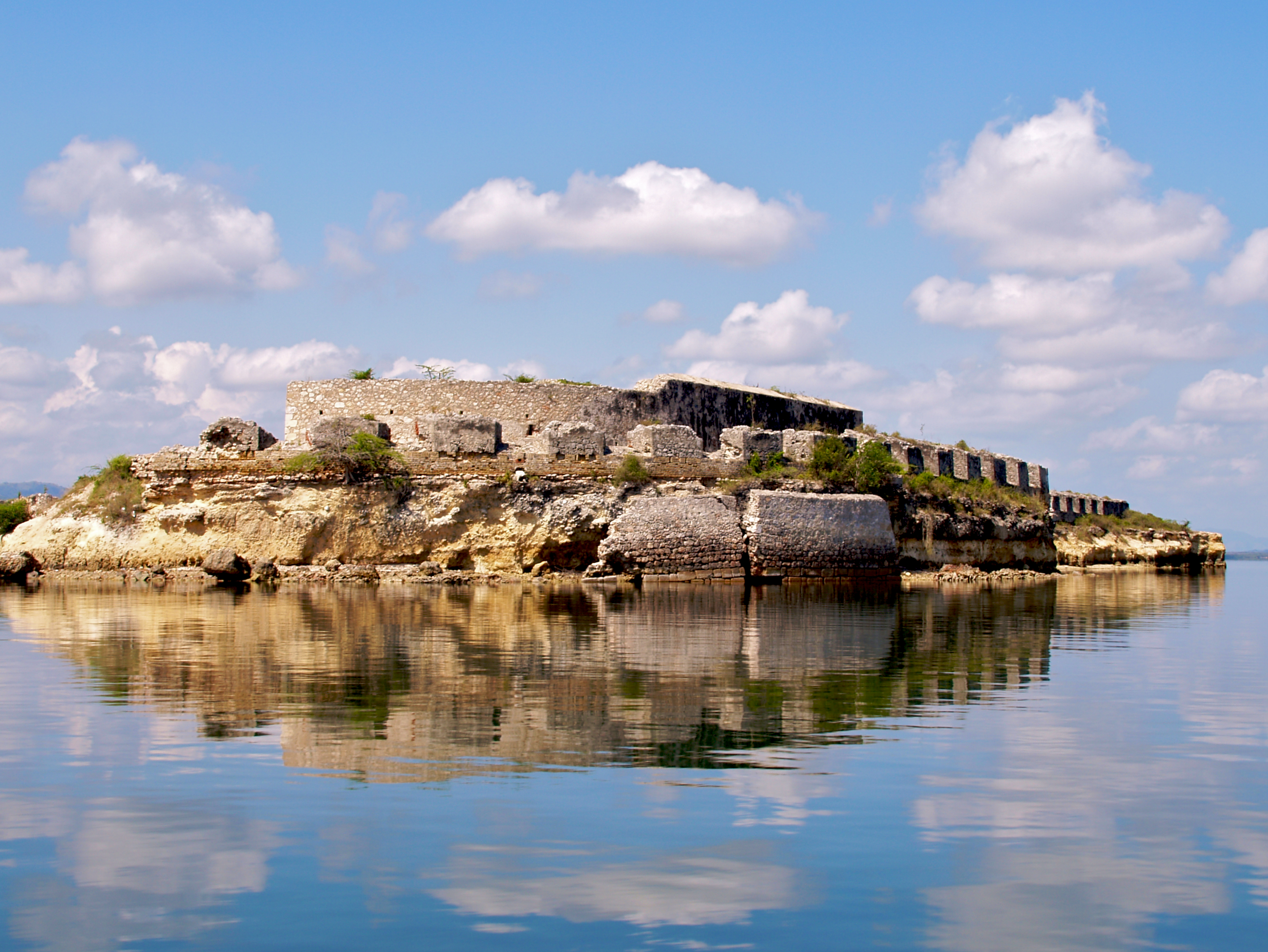
Вид с севера на Фор-Либерте

Фор-Либерте — часть Северо-Восточного департамента, который граничит с Доминиканской Республикой.
Фор-Либерте омывается заливом, который располагается в стратегически-удобном положении. Французы в 1731 году построили здесь военно-морскую базу, которая оставалась в их владении до Гаитянской Революции.

### Залив
Длина береговой линии составляет 13 километров. Есть рифы с мангровыми лесами и две возвышенности общей площадью 0.8 квадратных километров. Возвышенности являются указателями на вход в порт.

## Климат
Город имеет благоприятный тропический климат с прохладным океанским бризом и средней температурой в 30 °C, которому свойственны постоянные изменения погоды. Следствием этого являются шторма и ураганы.